# Mosolygó Dénes
Mosolygó Dénes (Kassaújfalu, 1914. május 14. – Budapest, 1996. augusztus 23.) orvos, tüdőgyógyász, egészségügyi szervező, járványtani kutató, az orvostudományok kandidátusa (1962), az Egészségügyi Minisztérium Gyógyító-Megelőző Főosztályának vezetője, a magyarországi TBC elleni küzdelem kiemelkedő alakja, irányítója és szervezője.

## Élete
1914-ben született Kassújfalun. A kassai Magyar Reálgimnáziumban érettségizett 1932-ben, majd 1933-tól a Prágai Német Egyetem hallgatója, orvosi diplomáját 1938-ban szerezte meg. Ugyanebben az évben kétoldali súlyos TBC-vel betegedett meg. A második világháború előrehaladtával Kassáról először Debrecenbe majd később Nagyváradra a TBC szanatóriumba került, de a Budakeszi TBC szanatóriumban is kezelték. 1944-ben három súlyos műtéten is átesett. A nagyváradi kórházban dolgozott orvosként, egészen a háború végéig. 1945-ben házasodott össze Jancsik Arankával, akitől később 3 gyermeke született.

## Munkássága
Orvosi pályájának középpontjába – részben korábbi betegsége miatt – a TBC elleni harcot állította, és ennek a területnek lett kiemelkedő szakértője. A WHO által szervezett dániai tanulmányútján megismerte a magas színvonalú dán tbc elleni küzdelem módszereit. Meggyőződött arról, hogy a gyermeklakosság tbc oltása és a felnőttek rendszeres szűrővizsgálata elengedhetetlen feltételei a tbc elleni küzdelem sikerre vitelének.
1947-től egészen 1976-os nyugdíjazásáig az Egészségügyi Minisztérium Gyógyító-Megelőző Főosztályának vezetője volt. Mint minisztériumi tisztviselő fontos rendeletek segítségével irányította a TBC elleni küzdelmet. A rendeletek megalkotásában és azok sikeres végrehajtásában az általa kialakított és hatékony módszereknek nagy szerepe volt. Kitűnő szervező és koordináló volt. A stratégiai feladatok megfogalmazásakor elméleti kutatásokat is végzett, valamint széleskörű szakmai konzultációkra támaszkodott. 
A TBC elleni küzdelmet komplex feladatnak tartotta, mely megelőzésből (BCG oltások), a felkutatásból (szűrővizsgálatok), diagnosztikából (röntgenvizsgálat, bakteriológiai vizsgálatok), terápiából (gyógyszeres kezelés) és rehabilitációból (a gyógyult vagy csökkent munkaképességű betegek visszavezetése a társadalomba) áll. (Ld. Kand. értekezés 238-326.p.)
A szakmai konzultációk fontos terepe volt az úgynevezett „tbc-parlament” ( ld.Böszörményi In Memoriam) A megyei tüdőgondozók és intézmények vezetőiből álló tbc-parlamenten – mely évenként egyszer ült össze – mindenki elmondhatta véleményét, panaszát, bírálatát, kérdéseit. Az itt megfogalmazott feladatok jelentették azután a rendeletek alapját. 
Munkájának fontos része volt az is, hogy megteremtse a végrehajtás feltételeit. Ez jelentette egyrészt a pénzügyi források kijárását, ami nem volt könnyű feladat az 1950-es,60-as években. De nehézséget jelentett a komoly szakemberhiány (tüdőgyógyász és Calmette-nővérhiány), melyhez képzést is kellett biztosítani. Ezen kívül intézményrendszert is létre kellett hozni, mely megyei gondozóintézetekből, TBC szanatóriumokból és tüdőszűrő-állomásokból állt.
A nevével fémjelzett legfontosabb lépések a TBC elleni küzdelemben:
- 1953. Az oltásokat szabályozó Minisztertanácsi rendelet kötelezővé tette az újszülöttek BCG-oltását (ld Kand242.p.[3]
- 1958. A gyermeklakosság újraoltásának kötelezővé tételére vonatkozó kormányrendelet-tervezet benyújtása 248.p.
- 42/1960-as kormányrendelet, mely a magyar TBC elleni küzdelem stratégiájának összefoglalása, amely többek között a gyermeklakosság oltását, illetve újraoltását, a felnőttek kötelező, rendszeres ernyőszűrővizsgálatát, valamint a betegeket kötelező kezelését tartalmazta. Ezek megalapozására1960-65 között hét tüdőszanatórium épült 2100 ággyal.[4]
- 1961. A BCG oltások kiterjesztése a 14 évnél idősebb kollektívában élő gyerekekre 250.p.

A TBC elleni küzdelem látványos sikerét mutatja, hogy 1969-től már csökkenteni lehetett a TBC-s ágyszámot.  A 9/1969 EÜ rendelete a TBC elleni hálózatot alakította át tüdőbetegségek elleni hálózattá, ezáltal biztosította, hogy a TBC elleni küzdelemben felszabaduló kapacitás teret nyisson más tüdőbetegségek elleni fellépésnek is.  1970-től kezdve sokezer – korábban TBC-s betegeknek fenntartott – kórházi ágy szabadult fel egyéb betegségek kórházi kezelésére.
A TBC háttérbe szorulásával a figyelme középpontjába más korábban elhanyagolt területek kerültek. A 70-es évektől foglalkozott az elmeegészségügyi ellátás problémáival, valamint az orvosi rehabilitáció kérdéseivel. 1975-ben az átállás keretében alakult át például a Fodor József Tüdőszanatórium Országos Orvosi Rehabilitációs Intézetté. Nyugdíjba-vonulása után a Magyar Rehabilitációs Társaság elnöke lett és itt folytatta tovább egészségügyi szervező tevékenységét.  

## Művei
Több mint 60 tudományos közleményt írt, számos összefoglaló tanulmányt készített, ezen belül kandidátusi értekezést is írt, valamint nemzetközi es hazai konferenciákon is rendszeresen előadott.

### Legfontosabb összefoglaló művei
- A tuberkulózis elleni küzdelem fejlődésének járványtani elemzése. Kandidátusi értekezés. Bp.1962.[3]
- A tbc elleni küzdelem helyzetének értékelése, a hálózat további feladatainak meghatározása. Eü.Min.III. főoszt. előterjesztése. Bp.1968.
- A tbc elleni küzdelem 75 éve Magyarországon. Az Országos Korányi Tbc és Pulmonológiai Intézet Jubileumi Évkönyve. 91-106p.1976.

### Legfontosabb tudományos közleményei
- A tuberkulótikus betegek felkutatásának járványtani problémái. Tuberkulózis kérdései, VIII.4.101-106./1955/
- A gyermek tbc elleni küzdelem jelenlegi állása. Tuberkulózis, XI.7-8, 153-162. /1958/
- Der gegenwärtige Stand der Ermittlung von Tuberkulosekranken in Ungarn. La Santé Publique Revue internationale 3-4. /1959/ Németül: 353-366; oroszul 359-371.
- A tbc felszámolásának tervezete. Tuberkulózis, XIII.2.33-38./1960/
- A tbc elleni küzdelem 1960. évi fejlődése és második 5 éves terve /1961/[7]
- Tbc elleni küzdelmünk továbbfejlesztése /1961/[8]
- Tbc gyógyintézeteink munkájáról /1961/[9]
- A tbc elleni küzdelem 1960. évi fejlődése és második 5 éves terve. Tuberkulózis és tüdőbetegségek XIV.7.193-198. /1961/
- Der derzeitige Stand der Tuberkulosebekämpfung in Ungarn. Zeitschrift für Arztliche Fortbildung 56.lo. 543-546. /1962/
- A gyermek tbc elleni küzdelem helyzete Magyarországon /1962/ [10]
- Hungary tried crash program on TB./Medical tribune. 1966. May. 8.p./
- Változások a tbc epidemiológiában. Orvosképzés, 45. 51-58. /1970/
- Az országos intézetek feladatai a gyógyító-megelőző ellátás szakirányításában és fejlesztésében. Orvosi Hetilap 111.44. 2583-2586 /1970/
- A hosszú ápolási idejű /krónikus/ ellátási szint szervezési kérdései. Egészségügyi Gazdasági Szemle, 18.3. 412-420. /1980/

## Kitüntetései
- 1949: Magyar Népköztársasági Érdemérem, arany fokozat[6]
- 1953: Érdemes Orvos (MNM)
- 1970: Kiváló Orvos (MFMPK)
- 1974: Munka érdemrend aranyfokozata
- 1984: Szocialista Magyarországért Érdemrend